# Приз Івана Виговського

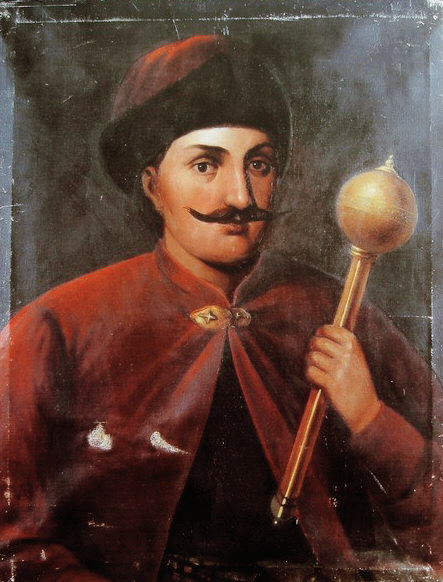
Іван Виговський

Приз Івана Виговського (Нагорода/Премія імені Івана Виговського)
 (пол. Nagroda im. Iwana Wyhowskiego) — польська премія, яку присуджують з 2014 року  через Центр Східноєвропейських студій Варшавського університету під почесним покровительством президента Польщі з ціллю вшанувати представників українських гуманітарних наук, які відзначилися в розвитку науки, культури, громадського життя та розвитку громадянського суспільства в Україні.
Переможці отримують можливість однорічного академічного перебування у шести польських університетах, де вони можуть читати лекції на теми, пов'язані з історією чи сучасністю України та регіону, польсько-українськими відносинами, а також займатися власною архівною та дослідницькою роботою.
Стажування в рамках премії дозволяє українським дослідникам із широко зрозумілої галузі точних наук проводити 4-місячне дослідницьке перебування у двох польських університетах..
У 2014 році було відзначено 4 особи, у 2015, 2016 та 2017 роках — по 11 осіб, у 2018 році — 14 осіб, у 2019 — 11 осіб. .